# 日本テレビゲーム商業組合
日本テレビゲーム商業組合（にほん - しょうぎょうくみあい、Video game commercial association of Japan）は、ゲームソフトの販売店により構成される商工組合。理事長は新谷雄二（専属）。本部事務局は東京都千代田区に所在。通称Games Japan（ゲームズ・ジャパン）。

## 設立経緯
1992年に結成されたジャパンテレビゲームチェーン協会（JAG）の解散以降、フランチャイズチェーン各社の路線対立などからテレビゲームソフトウェア流通協会（ARTS）・テレビゲーム専門店協会（ACES）・テレビゲームビジネス協議会など複数の団体が乱立していたため、これを一つの団体に統合することを求める声が高まっていた。2001年3月に東京・大阪の両高等裁判所で中古ゲームソフト売買が合法と認定され、裁判の決着が見えて来たことと新品専門店の経営が行き詰まったことからチェーン間の路線対立は薄れ、2002年2月に経済産業省の認可を受けて商業組合が結成された。
2014年、解散を表明。

## 主な活動
- 2002年以降、メーカー各社の協力により大阪でゲームソフトの展示・試遊会「Games-Japan Festa in OSAKA」を開催している（2006年以降は大阪以外の都市でも開催予定）。
- 神奈川県によるGTA3の有害図書指定以降、各都道府県でこれに追随する動きが見られることから加盟店舗に対してCERO審査により「18歳以上対象」とされたソフトの18歳未満への販売自粛を指導するなどの対策を行っている。

## 友好関係団体
- テレビゲームソフトウェア流通協会（ARTS）
- 日本コンパクトディスク・ビデオレンタル商業組合（CDVJ）
- 日本複合カフェ協会（JCCA）